# Receptivitate (epidemiologie)
Receptivitatea (sau sensibilitatea) individuală sau populațională este starea de susceptibilitate a  unui individ sau a unei populații de a contracta anumite boli. 
În cazul bolilor infecțioase receptivitatea este starea unei persoane, care permite infectarea acesteia cu un microorganism, parazit sau fung, organismul persoanei neavând suficiente posibilități de a combate o agresiune microbiană, parazitară sau fungică.
Receptivitatea persoanei la infecție depinde de numeroși factori care țin de particularitățile genetice sau constituționale individuale, imunitatea specifică sau nespecifică, de vârstă, sex, stări fiziologice sau patologice, de starea porții de intrare a infecției (nazală, bucală, faringiană, vaginală, etc). Constituția genetică a unui individ poate crește sau scădea receptivitatea. De exemplu, persoanele cu drepanocite (eritrocite în formă de seceră) sunt parțial, protejați de malarie.

Nereceptivitatea (în epidemiologie) este starea opusă receptivității, care se realizează prin mijloace generale, nespecifice sau specifice. Această stare poate împiedica pătrunderea în organism sau asigură distrugerea și eliminarea agenților patogeni. 